# Сигумфельтт, Херман
Херман Карл Сигумфельтт  (дат.  Herman Carl Siegumfeldt; 18 сентября 1833, Эсбёндеруп — 27 июня 1894, Копенгаген) — датский художник, мастер жанровой и портретной живописи, представитель национального романтического реализма

## Биография
Херман Сигумфельтт родился в семье фермера Хенриха Антона Сигумфельтта (дат.  Heinrich Anton Siegumfeldt) и его жены Марен Катрин, урождённой Скоу (дат.  Maren Cathrine, født Schou), 18 сентября 1833 года в небольшом городке Эсбёндеруп, расположенном недалеко от озера Эсрум.

## Образование и художественная карьера

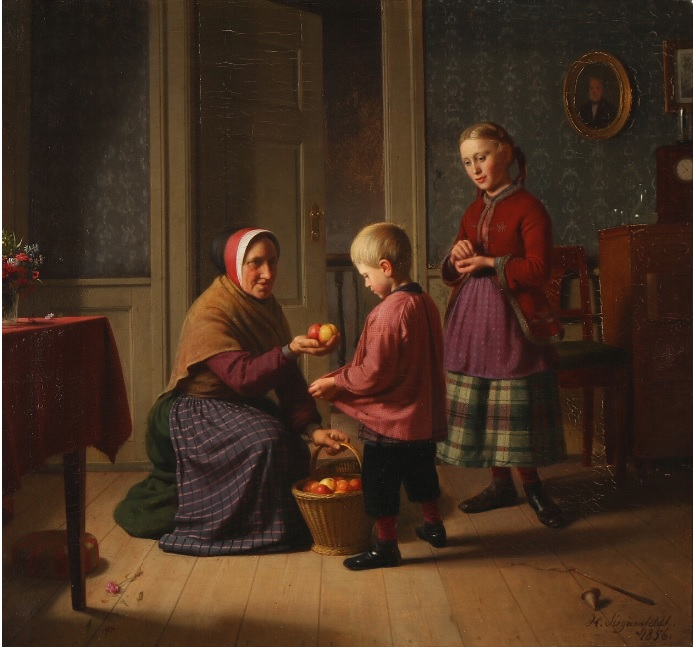
Херман Сигумфельтт. Женщина, предлагающая яблоки детям, 1856

В 1844 году в 11-летнем возрасте Херман Сигумфельтт поступил в Датскую королевскую академию изящных искусств в рисовальный класс. В 1847 перешёл в гипсовый класс, а в 1849 — в модельный. Позже на его становление, как художника, также оказал влияние Нильс Симонсен, у которого Сигумфельтт брал частные уроки. Сигумфельтт быстро набирал мастерство и уже в 17-летнем возрасте он стал обладателем малой серебряной медали. Большой медали он так и не достиг. Из-за финансовых затруднений он не мог получить полноценное образование художника, и был вынужден зарабатывать грубым ремеслом. Однако ему удалось накопить немного денег, чтобы зимой 1854-55 полностью посвятить себя художественному делу. В этот период он написал картину «Мальчик за столом с чашкой кофе», которую впоследствии приобрела художественная ассоциация Кунстфорейнинн. В последующие годы его работы также приобретались ассоциацией.
В начале своей карьеры Сигумфельтт выбрал для себя жанровую живопись в качестве основного направления. Он изображал сцены из жизни крестьян Ютландии и Зеландии. Его картины отличались достоверной цветовой гаммой и хорошей композицией, они были привлекательны. Кроме того, его пейзажные картины, написанные им в 1857-60 годах, занимали достойное место в художественном производстве того времени. В целом его творчество как жанриста можно рассматривать как сходное с произведениями Кристена Дальсгора, Фредерика Вермерена и Юлиуса Экснера, но уступающее им по силе. Но для широкой аудитории в течение длительного времени Сигумфельтт оставался пока малоизвестным и ему приходилось испытывать материальные затруднения.

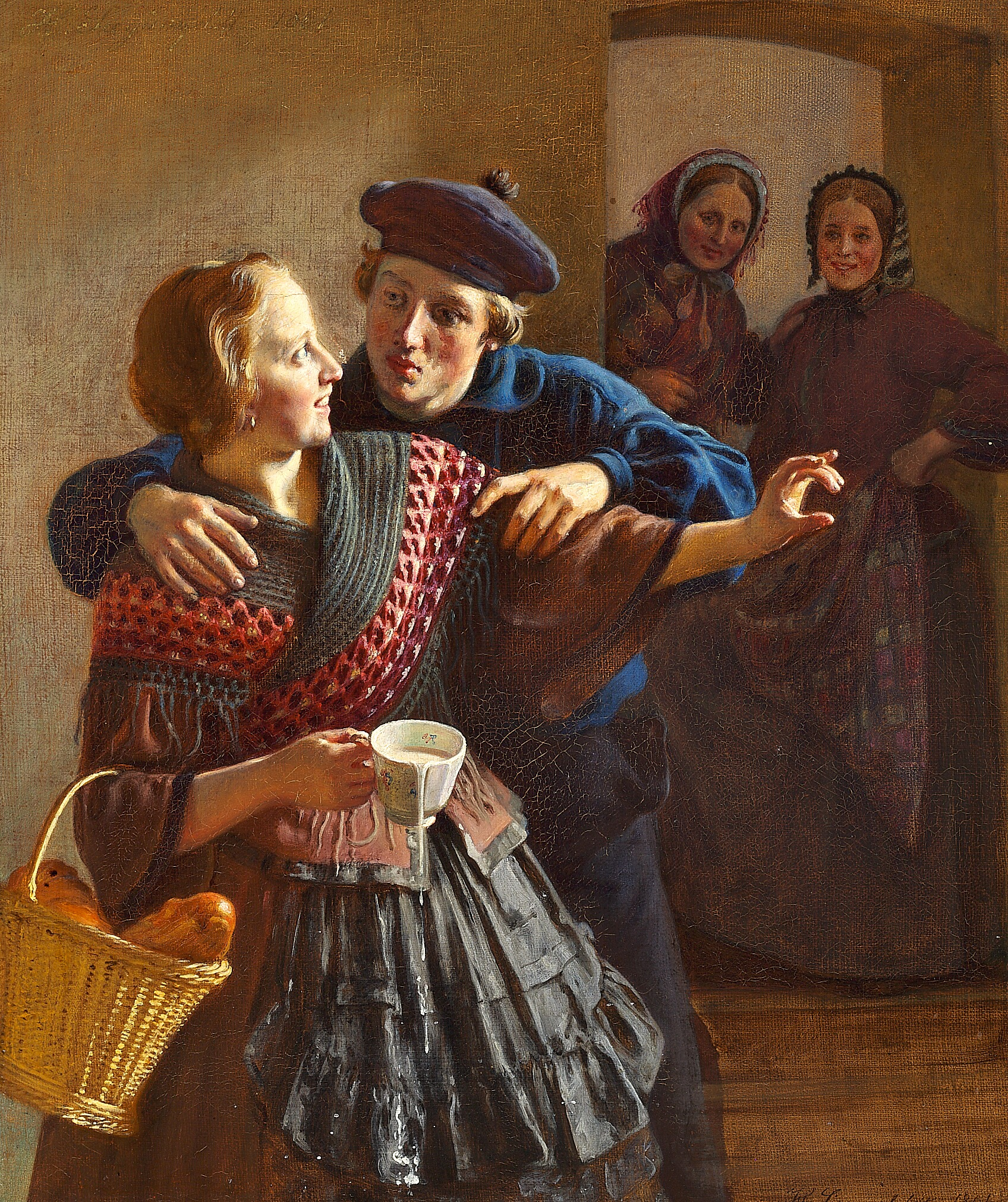
Ухаживающий кавалер, 1861

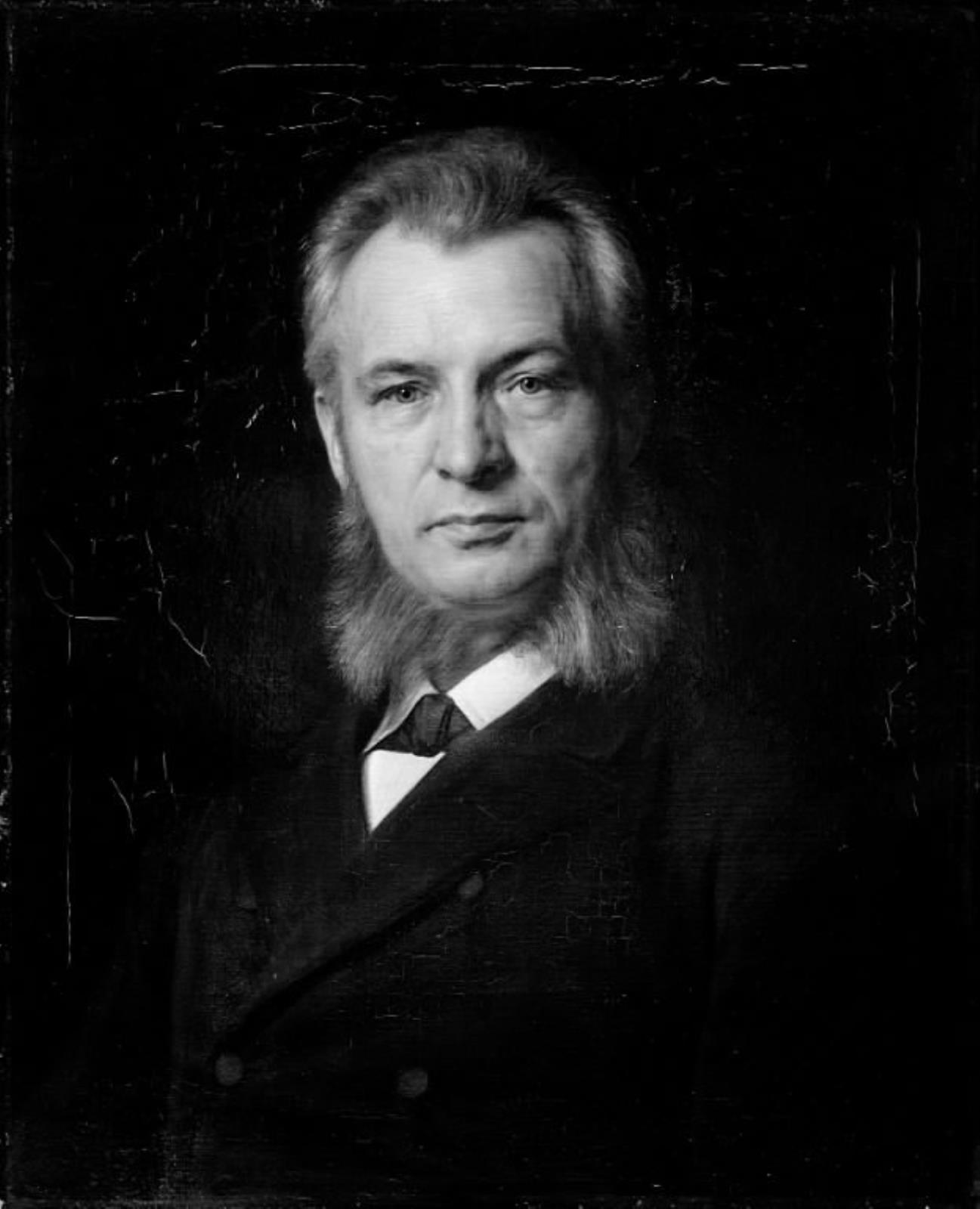
Портрет фабриканта Стефана Эмиля Даля, 1887. Государственный музей искусств, Дания

В 1860 году Сигумфельтт испытал самое тяжелое потрясение, которое судьба могла уготовить художнику: путешествуя по Швеции, он получил серьёзную травму правой руки, что значительно осложнило ему занятие живописью. Чтобы закончить работу над очередной картиной, Сигумфельтту приходилось преодолевать большие усилия. Перспективы на полное восстановление были неоптимистичны. Всё чаще стали посещать мысли оставить живопись навсегда. Однако в 1863 году после экспозиции картины «Моряк приносит весть о погибшем» (дат.  En Sømand  bringer Efterretninger om en afdød ) и последующим её приобретением художественной ассоциацией, а также выполнения нескольких превосходных жанровых и интерьерных работ, академия поощрила его стипендией для образовательного путешествия. Это ободрило Сигумфельтта. Благодаря этой стипендии, он совершил двухлетнее путешествие в Италию через Брюссель и Париж — с сентября 1863 по июль 1865. Среди плодов его путешествия следует упомянуть картину «Два римских крестьянина в церкви», выставленную в 1866 году. Но затем произошло обострение болезни руки. Из-за воспаления пришлось ампутировать большой палец правой руки, в результате чего он был вынужден оставить живопись на длительное время. Из-за неспособности заниматься своим искусством Сигумфельтт впал в депрессию и в 1872 году был помещён в психиатрическую лечебницу. Лечение пошло на пользу и, спустя три года, он снова взялся за кисть. В 1877 году в своих работах он показал, что пройдя через тяжелые годы, он стал сильнее в своем искусстве, чем прежде. В 1880 году Сигумфельтт был принят в члены академии. Получив заказ от выставочного комитета, он исполнил портреты художников Хенриха Хансена и Вильхельма Кюна, а также медальера Харальда Конрадсена. В своем позднем творчестве Сигумфельтт писал преимущественно портреты. Как пример лучших его работ в этот период следует отметить «Даму за столом» (дат.  En Dame ved sit Skrivebord ), написанную в 1879 году, а также портрет фабриканта Стефана Эмиля Даля (дат.  Stephen Emil Dahl), 1887 г. (Государственный музей искусств).

## Работы

### Жанровые работы и пейзажи
- Мальчик за столом с чашкой кофе, 1855;
- Зеландская крестьянка, 1860 (в коллекции Хиршпрунга);
- Моряк приносит весть о погибшем, 1861 (эскиз в Вайенском музее искусств);
- Гостиная в районе Хедебо, 1862 (в коллекции Йохана Хансена);
- Отшельник, 1863 (в коллекции Хиршпрунга);
- Пейзаж из Дженаццано, 1865[1]

### Портреты
- Королевский камерный певец П. Шрам, 1874 (Королевский театр);
- Художник Хенрих Хансен, 1878;
- Художник Вильхельм Кюн, 1882;
- Производитель придворных хронометров Стефан Эмиль Даль, 1887 (Государственный музей искусств);
- Художник Х. Конрадсен, 1888 (выставлялся в Шарлоттенборге);
- Писатель Пауль Фредерик Барфод, 1891[1]

### Алтарные работы
- Женщина, омывающая ноги Иисуса, 1893 (часовня в Ведельсборге);
- Павел на пути в Дамаск, 1897 (церковь св. Павла в Орхусе)[1]